# 타일러 프레드릭슨
타일러 에드윈 프레드릭슨(영어:  Tyler Edwin Fredricson, 2007년 11월 29일~)는 잉글랜드의 축구 선수로, 포지션은 수비수다. 현재 맨체스터 유나이티드에서 뛰고 있다.